# Přeštice
Přeštice (in tedesco Pschestitz) è una città della Repubblica Ceca facente parte del distretto di Plzeň-jih, nella regione di Plzeň.
A circa 3 km dal centro cittadino si trova il centro abitato di Lužany, celebre per il suo castello del XIX secolo.